# طومسون (وحدة)

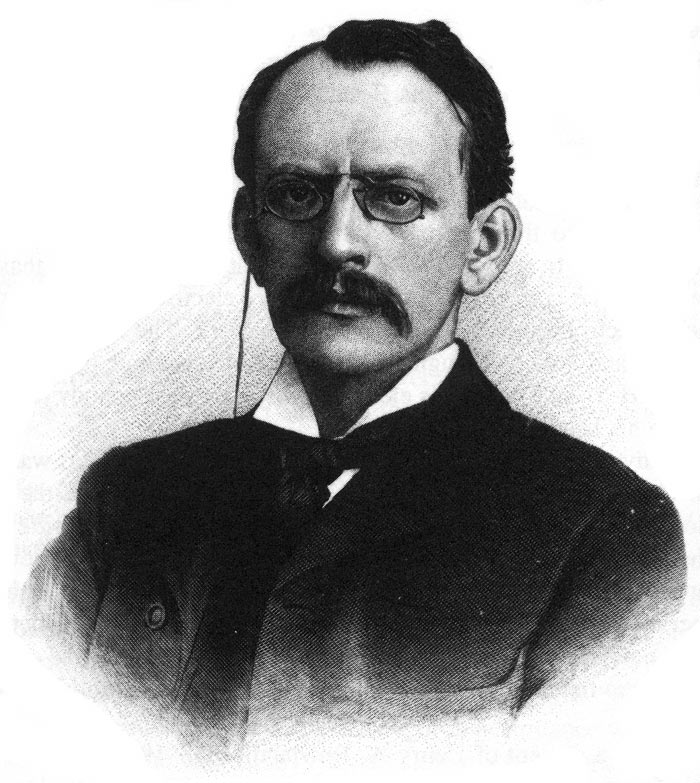

طومسون  (بالإنجليزية: Thomson)‏ هي وحدة فيزيائية تعطي «نسبة الكتلة إلى الشحنة» لجسيم. تقابل تلك الجسيمات في مطياف الكتلة. ومقلوب تلك الكمية هي الشحنة النوعية. اقترح العالمات كوكس والعالم روكوود تسمية تلك الوحدة باسم العالم طومسون تكريماً له. حيث كان طومسون أول من قام بقياس نسبة كتلة الإلكترون إلى شحنته، وكذلك نسبة كتلة أيون إلى شحنته.

## تعريف
يعرف الـ  طومسون  بأنه حاصل قسمة وحدة كتل ذرية u على الشحنة الأولية e طبقا للمعادلة:
{\displaystyle 1~\mathrm {Th} =1~{\frac {\mathrm {u} }{e}}=1~{\frac {\mathrm {Da} }{e}}=1.036426\times 10^{-8}\,kg\,C^{-1}}
حيث:
Th طومسون،
عيار الوحدة هي كيلوجرام/ كولوم،
Da هي وحدة دالتون (وحدة) يستخدمها الكيميائيين والفيزيائئين على السواء تدل على الكتلة، و e شحنة الإلكترون.
فمـــــثلا:
الأيون C7H72+ له كتلة تبلغ 91.0 دالتون. وعدد شحنته في نظام الوحدات الذرية +2 وبالتالي تكون شحنته 2e. وهذا معناه أن هذا الأيون سوف يوجد عند فحصه في مطياف الكتلة عند القراءة 45.5 طومسون Th .
يمكن أن تكون إشارة القيمة بالطومسون سالبة إذا كانت شحنة الأيون سالبة. فمثلا: أنيون البنزوات C6H5COOH سوف يشاهد في مطياف الكتلة (نسبة كتلته إلى شحنته m/z = 121) سوف يشاهد في الجهاز عند −121 Th حيث أن شحنة الأنيون سالبة −e .

## استخدامات الوحدة
ذكرت وحدة طومسون Th في عدة بحوث علمية وكتاب للفيزيائي «ألكسندر ماكاروف», وقد ذكرت الجريدة العلمية Rapid Communications in Mass Spectrometry التي ظهرت فيها تلك الوحدة لأول مرة أن «وحدة طومسون قد تستخدم عند فحص عينات بغرض تغيين نسبة الكتلة إلى الشحنة للمركبات الكيميائية، عل الرغم من كونها غير معرّفة من قبل الاتحاد الدولي للفيزياء البحتة والتطبيقية IUPAP أو الاتحاد الدولي للكيمياء البحتة والتطبيقية IUPAC.»
كذلك طبقا لنائب رئيس تحرير المجلة العلمية
Journal of the Mass Spectrometry Society of Japan فقد كتب أيضا مقدمة تؤيد استخدام طومسون كوحدة في المطيافية
خلاصة القول هو أن «طومسون» ليست وحدة من ضمن النظام الدولي للوحدات SI ، ولم يهتم الاتحاد الدولي للكيمياء البحتة والتطبيقية IUPAC بتعريفه، ولكنه يستخدم من فئة قليلة من العلماء الذين يجرون بحوثهم على مطياف الكتلة.

## اقرأ أيضاً
- مطياف الكتلة
- إلكترون